# Polystemma viridiflora
Polystemma viridiflora är en oleanderväxtart som beskrevs av Joseph Decaisne. Polystemma viridiflora ingår i släktet Polystemma och familjen oleanderväxter. Inga underarter finns listade i Catalogue of Life.